# Catherine Dale Owen
Catherine Dale Owen (28 de julio de 1900 – 7 de septiembre de 1965) fue una actriz de cine y teatro estadounidense.

## Primeros años
Catherine Dale Owen nació en Louisville, Kentucky. Asistió a una escuela privada en Filadelfia y en Bronxville, New York, después asistió a la Academia Estadounidense de Arte Dramático en la ciudad de Nueva York.

## Carrera
Descubierta por primera vez por Laura MacGillivray, la esposa del presidente del Actors Equity Frank Gillmore, Owen apareció en Broadway entre los años 1920 y principios de los 1930 en producciones como The Mountain Man, The Whole Town's Talking, Trelawny of the Wells, The Love City y The Play's the Thing. En 1925, Owen fue aclamada como una de las diez mujeres más bellas del mundo.
Owen debutó en el cine interpretando a la princesa Orsolini junto a John Gilbert, que interpretaba al capitán Kovacs, en la película de 1929 His Glorious Night.
En 1930, Owen protagonizó la ópera prima de Lawrence Tibbett, The Rogue Song, y también actuó junto a Edmund Lowe en Born Reckless. Owen apareció en su última película, Defenders of the Law, en 1931. Se retiró del mundo de la actuación en 1935.

## Vida personal
Owen se casó con Milton F. Davis Jr., hijo del general de brigada Milton F. Davis, en 1934. El matrimonio terminó en divorcio en marzo de 1937. El 5 de junio de 1937, Owen se casó con el ejecutivo publicitario Homer P. Metzger en la ciudad de Nueva York. La pareja tuvo un hijo, Robert Owen Metzger, nacido en octubre de 1939.
Alex Gard dibujó una caricatura de Owen para Sardi's, el restaurante del distrito teatral de la ciudad de Nueva York. La imagen forma ahora parte de la colección de la Biblioteca Pública de Nueva York.

## Muerte
El 3 de septiembre de 1965, Owen sufrió un derrame cerebral en su casa de Nueva York. La llevaron al Lenox Hill Hospital, donde entró en coma. Falleció allí el 7 de septiembre a la edad de 65 años.

## Filmografía

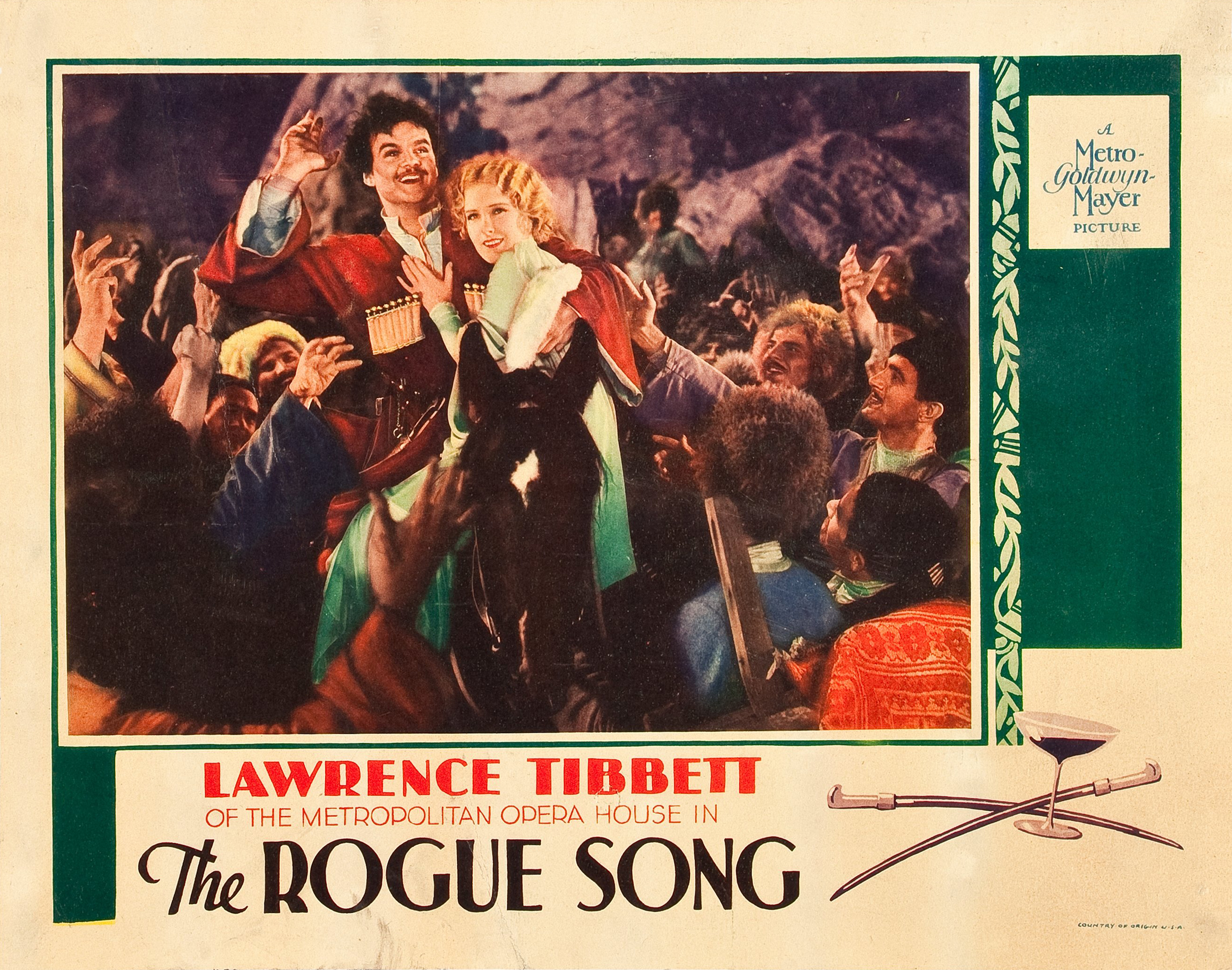
Cartel publicitario de The Rogue Song (1930)

| Año  | Título                  | Papel              |
| ---- | ----------------------- | ------------------ |
| 1927 | The Forbidden Woman     |                    |
| 1929 | His Glorious Night      | Princesa Orsolini  |
| 1930 | Such Men Are Dangerous  | Elinor Kranz       |
| 1930 | Strictly Unconventional | Elizabeth          |
| 1930 | The Rogue Song          | Princesa Vera      |
| 1930 | Born Reckless           | Joan Sheldon       |
| 1930 | Today                   | Eve Warner         |
| 1931 | Behind Office Doors     | Ellen May Robinson |
| 1931 | Defenders of the Law    | Alice Randall      |